# Абдастарт II (царь Сидона)

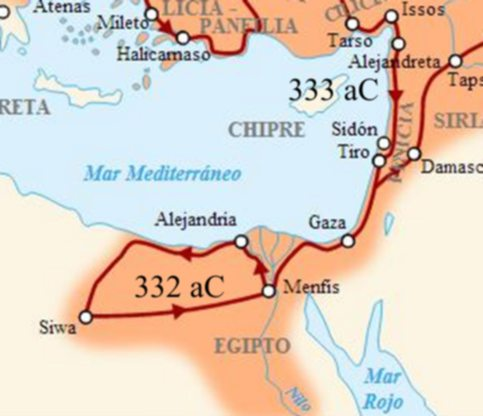
Действия македонской армии в 333—332 годах до н. э.

Абдастарт II (Стратон II; «раб Астарты»; финик. ‘Abd-‘ashtart или финик. , др.-греч. Στράτων; умер не ранее 332 до н. э.) — царь Сидона (342 до н. э. — 332 до н. э.).

## Биография
Абдастарт II известен из сочинений античных авторов.
Согласно этим историческим источникам, Абдастарт II — сын царя Табнита II, казнённого в 347 или 345 году до н. э. за мятеж против Ахеменидов. Преемником Табнита II стал не его сын, а бывший царь Саламина Кипрского Эвагор II, получивший Сидон в качестве сатрапа властителя Ахеменидской державы и удерживавший город в своей власти четыре года.
Только с разрешения Артаксеркса III в 342 году до н. э. Абдастарт II получил право стать преемником своего отца на сидонском престоле. Новый царь правил под надзором персидского сатрапа Киликии Мазея. Вероятно, именно персидскому сатрапу принадлежала реальная власть над городом. Для Мазея в окрестностях Сидона был возведён роскошный дворец. По его повелению изготовлялись такие же монеты, какие чеканились от имени сидонского царя, но на которых была выбита монограмма сатрапа. Поэтому Абдастарт II не пользовался уважением своих подданных.
В 334 году до н. э. Абдастарт II по приказу царя Дария III принял участие в войне с Александром Македонским, возглавив отплывший в Эгейское море сидонский флот. В этом походе также участвовали и другие финикийские правители: Азимилк Тирский, Герострат Арвадский и Эниэл Библский. Несмотря на победу македонян над персидской армией в 333 году до н. э. в битве при Иссе, Абдастарт II сохранил верность правителю Ахеменидской державы. Это вызвало ещё большее недовольство сидонян своим царём. Поэтому когда в 332 году до н. э. македонская армия подошла к Сидону, его жители восстали против Абдастарта II. По свидетельству Квинта Курция Руфа, мятежники заставили царя сдать свою столицу, а по рассказу Арриана, сами открыли ворота македонянам, ещё ранее изгнав своего царя из города. Получив власть над Сидоном, царь Македонии тут же лишил Абдастарта II престола. В трудах Квинта Курция Руфа и Диодора Сицилийского сообщается, что Александр Македонский поручил Гефестиону найти среди сидонцев преемника Абдастарта II. Однако все кандидаты отвергли предложение занять престол под предлогом, что тем могли владеть только члены царской династии. В результате новым сидонским правителем стал Абдалоним, хотя и царского рода, но бедняк, сам обрабатывавший свой сад.
О дальнейшей судьбе Абдастарта II сведений в источниках не сохранилось.